# Richard Bahlmann
Richard Bahlmann (* 12. Mai 1887 in Tossens; † 1. März 1974 in Langwarden) war ein deutscher Politiker.
Bahlmann war als Kaufmann in Langwarden niedergelassen.
Als Abgeordneter der FDP gehörte er von der ersten Sitzung am 30. Januar 1946 bis zur letzten am 6. November 1946 dem Ernannten Landtag von Oldenburg an.

## Quelle
- Barbara Simon: Abgeordnete in Niedersachsen 1946–1994. Biographisches Handbuch. Hrsg. vom Präsidenten des Niedersächsischen Landtages. Niedersächsischer Landtag, Hannover 1996, S. 26

| Personendaten    | Personendaten                  |
| ---------------- | ------------------------------ |
| NAME             | Bahlmann, Richard              |
| KURZBESCHREIBUNG | deutscher Politiker (FDP), MdL |
| GEBURTSDATUM     | 12. Mai 1887                   |
| GEBURTSORT       | Tossens                        |
| STERBEDATUM      | 1. März 1974                   |
| STERBEORT        | Langwarden                     |